# Primus Classic 2017
La Primus Classic 2017, settima edizione della corsa, valida come evento classe 1.HC dell'UCI Europe Tour 2017, si svolse il 16 settembre 2017 su un percorso di 199,6 km. Fu vinta dall'italiano Matteo Trentin, che terminò la gara in 4h 36' 03" alla media di 43,38 km/h, precedendo il lussemburghese Jempy Drucker e il tedesco André Greipel.
Dei 151 ciclisti alla partenza 116 completarono la competizione.

## Squadre partecipanti
| N.    | Cod. | Squadra                      |
| ----- | ---- | ---------------------------- |
| 1-8   | QST  | Quick-Step Floors            |
| 11-18 | BMC  | BMC Racing Team              |
| 21-28 | LTS  | Lotto-Soudal                 |
| 31-38 | DDD  | Team Dimension Data          |
| 41-48 | KAT  | Team Katusha-Alpecin         |
| 51-58 | TLJ  | Team Lotto NL-Jumbo          |
| 61-68 | DMP  | Delko-Marseille Provence-KTM |
| 71-78 | DEN  | Direct Énergie               |
| 81-88 | TFO  | Fortuneo-Oscaro              |
| 91-98 | RNL  | Roompot-Nederlandse Loterij  |

| N.      | Cod. | Squadra                        |
| ------- | ---- | ------------------------------ |
| 101-108 | SVB  | Sport Vlaanderen-Baloise       |
| 111-118 | VWC  | Vérandas Willems-Crelan        |
| 121-128 | WGG  | Wanty-Groupe Gobert            |
| 131-138 | WVA  | WB Veranclassic Aqua Protect   |
| 141-148 | AAS  | AGO-Aqua Service               |
| 151-158 | SKT  | An Post-ChainReaction          |
| 161-168 | CIB  | Cibel-Cebon                    |
| 171-178 | PSV  | Pauwels Sauzen-Vastgoedservice |
| 181-188 | PCW  | T.Palm-Pôle Continental Wallon |
| 191-198 | TIS  | Tarteletto-Isorex              |

## Ordine d'arrivo (Top 10)
| Pos. | Corridore             | Squadra        | Tempo    |
| ---- | --------------------- | -------------- | -------- |
| 1    | Matteo Trentin        | Quick-Step     | 4h36'03" |
| 2    | Jempy Drucker         | BMC Racing     | a 8"     |
| 3    | André Greipel         | Lotto-Soudal   | a 18"    |
| 4    | Fernando Gaviria      | Quick-Step     | s.t.     |
| 5    | Andrea Pasqualon      | Wanty-Gobert   | s.t.     |
| 6    | Romain Cardis         | Direct Énergie | s.t.     |
| 7    | Coen Vermeltfoort     | Roompot        | s.t.     |
| 8    | Amund Grøndahl Jansen | Lotto-Jumbo    | s.t.     |
| 9    | Jonas Rickaert        | Sp. Vlaanderen | s.t.     |
| 10   | Benjamin Giraud       | Delko          | s.t.     |